# جيريت مولر
جيريت مولر (بالألمانية: Gerrit Müller)‏ (26 أبريل 1984 شفتسينغن ألمانيا - ) هو لاعب كرة قدم ألماني يلعب كمهاجم.

## روابط خارجية
- جيريت مولر على موقع قاعدة بيانات كرة القدم.إي يو (الإنجليزية)
- جيريت مولر على موقع بيانات كرة القدم. دي إي (الألمانية)
- جيريت مولر على موقع عالم كرة القدم.نت (الإنجليزية)